# PhpLDAPadmin
phpLDAPadmin también conocido como PLA, es una herramienta para la administración de servidores LDAP escrito en PHP, basado en interfaz Web. Trabaja en varias plataformas, pudiendo acceder al servidor LDAP desde cualquier lugar en Internet usando un navegador Web. Se encuentra disponible bajo licencia GPL
Posee una vista jerárquica basada en árbol en donde se puede navegar por toda la estructura de directorio. Permite ver los esquemas LDAP, realizar búsquedas, crear, borrar, copiar y editar entradas LDAP, incluso copiar entradas entre servidores LDAP.

## Características
- Árbol jerárquico de navegación LDAP
- Edición de entradas basadas en Plantillas
- Copia entradas LDAP (incluso entre servidores distintos)
- Copia recursivamente un árbol entero
- Borra entradas LDAP
- Borra recursivamente un árbol
- Ver y editar atributos de imágenes
- Navegador avanzado de esquema LDAP
- Búsquedas LDAP (simple y avanzada)
- Exporta LDIF y DSML
- importa LDIF
- Renombra entradas LDAP
- Administración de hash de password (sha, crypt, md5, blowfish, md5crypt)
- Automáticamente determina el DN root server
- Traducción de atributos en una forma más amigables (p.e muestra "Fax" en vez de "facsimileTelephoneNumber")
- Soporta atributos Binarios
- Automáticamente incrementa los números de UID
- Disponible en 10 idiomas